# Famorca
Famorca és un municipi del País Valencià a la comarca del Comtat.

## Història
Formà part de la baronia de Guadalest que se li va concedir a Hug de Cardona. Passà, per herència materna, al seu besnet, Sanç de Cardona, almirall d'Aragó, que obtingué el títol del marqués de Guadalest el 1542. Posteriorment passà als Palafox, marquesos d'Ariza, i als Arteaga, ducs de l'Infantat. Lloc de moriscos, comptava amb 26 focs el 1602, pertanyé a la fillola de Guadalest. El lloc era famós en el seu moment per les expedicions en mules carregades de neu que sortien de la serra cap a la costa.

## Alcaldia
Des de 2019 l'alcalde de Famorca és Vicente Antonio Ruiz Rodríguez del Partit Popular (PP).
| Període                       | Alcalde o alcaldessa           | Partit polític | Data de possessió | Observacions |
| ----------------------------- | ------------------------------ | -------------- | ----------------- | ------------ |
| 1979–1983                     | José Massanet Segura           | UCD            | 19/04/1979        | --           |
| 1983–1987                     | José Massanet Segura           | AP-PDP-UL-UV   | 28/05/1983        | --           |
| 1987–1991                     | José Massanet Segura           | AP             | 30/06/1987        | --           |
| 1991–1995                     | Tomàs Ortiz Baeza              | PP             | 15/06/1991        | --           |
| 1995–1999                     | Tomàs Ortiz Baeza              | PP             | 17/06/1995        | --           |
| 1999–2003                     | Tomàs Ortiz Baeza              | PP             | 03/07/1999        | --           |
| 2003–2007                     | Tomàs Ortiz Baeza              | PP             | 14/06/2003        | --           |
| 2007–2011                     | Tomàs Ortiz Baeza              | PP             | 16/06/2007        | --           |
| 2011–2015                     | Tomàs Ortiz Baeza              | PP             | 11/06/2011        | --           |
| 2015–2019                     | José Vicente Massanet Ferrer   | PP             | 13/06/2015        | --           |
| 2019-2023                     | Vicente Antonio Ruiz Rodríguez | PP             | 15/06/2019        | --           |
| Des de 2023                   | n/d                            | n/d            | 17/06/2023        | --           |
| Fonts: Generalitat Valenciana |                                |                |                   |              |

## Demografia i economia
Sanchis i Guarner, a mitjans de la dècada dels 60 parla de 186 famorquins. El cens de 2003 en compta 71, i el del 2022 amb 48 habitants.
L'economia local es basa en l'oli, l'ametla i la cirera.
|          | 1857 | 1887 | 1900 | 1910 | 1920 | 1930 | 1940 | 1950 | 1960 | 1970 | 1981 | 1991 | 2000 | 2008 | 2009 | 2022 |
| Població | 257  | 265  | 266  | 235  | 244  | 225  | 222  | 186  | 186  | 170  | 126  | 71   | 61   | 48   | 44   | 48   |

## Geografia

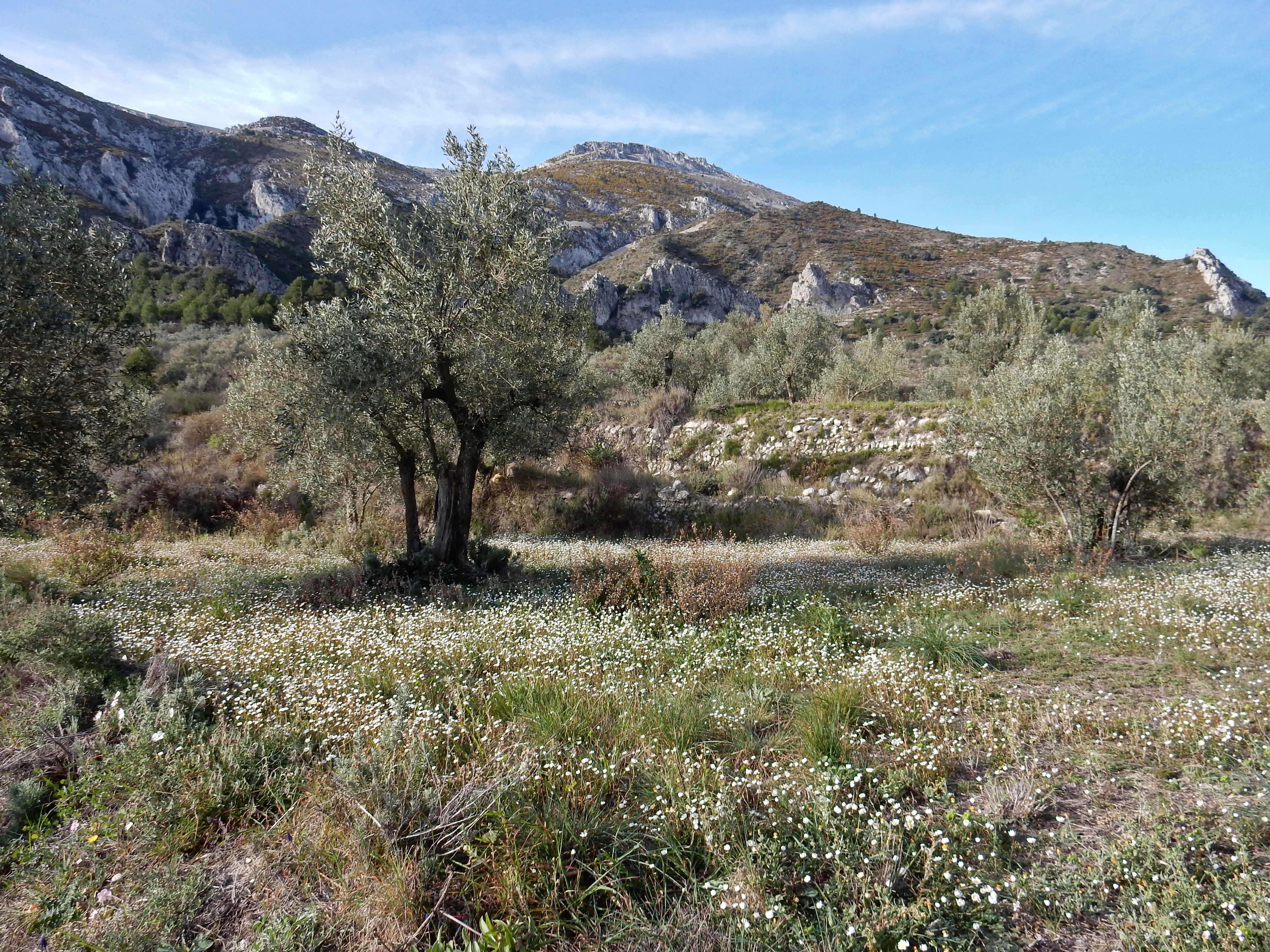
Paisatge de Famorca

El terme, de 9,6 km², s'ubica en la vall de Seta, entre la serra de la Serrella i la d'Alfaro i els seus paratges més cridaners són els corrals de la Cova, la font de l'Anouer o les pintures rupestres del Morro de l'Asdarbalet. També es pot ascendir a la Mallà del Llop en la Serrella.

## Edificis i llocs d'interés
A Famorca destaca un vell pontet que dona accés al poble, així com l'església barroca de sant Gaietà, del segle xvii, reconstruïda en 1912, que conserva en la seua façana un rellotgeantic i original.